# Paralelo 13 S
O Paralelo 13 S é um paralelo no 13° grau a sul do plano equatorial terrestre.
Parte da fronteira Angola-Zâmbia é definida por este paralelo.
Começando pelo Meridiano de Greenwich e tomando a direção leste, o paralelo 13° Sul passa sucessivamente por:
| País, território ou mar        | Notas |
| ------------------------------ | --- |
| Oceano Atlântico               | |
| Angola                         | |
| Fronteira Angola-Zâmbia        | |
| Zâmbia                         | |
| República Democrática do Congo | |
| Zâmbia                         | |
| Malawi                         | |
| Lago Malawi                    | |
| Moçambique                     | |
| Baía de Pemba                  | |
| Moçambique                     | Passa a sul de Pemba |
| Oceano Índico                  | Canal de Moçambique |
| Mayotte                        | |
| Oceano Índico                  | Canal de Moçambique |
| Madagáscar                     | |
| Oceano Índico                  | |
| Austrália                      | Território do Norte |
| Golfo de Carpentária           | |
| Austrália                      | Queensland |
| Oceano Pacífico                | Passa a norte das Ilhas Torres, Vanuatu · Passa a norte da Ilha Wallis, Wallis e Futuna                                              |
| Peru                           | |
| Bolívia                        | |
| Brasil                         | Rondônia Mato Grosso Goiás Tocantins Goiás Tocantins Goiás Bahia                                                                     |
| Baía de Todos os Santos        | |
| Brasil                         | Bahia - na cidade de São Salvador capital do estado da Bahia, corta o Farol da Barra construído na barra da Baía de Todos os Santos. |
| Oceano Atlântico               | |